# Kirra (Focida)
Kirra  este un oraș în Grecia în prefectura Focida.